# Old Man of Hoy

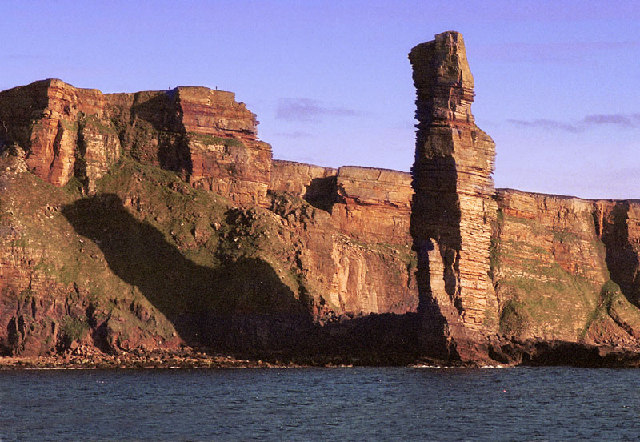
A Old Man of Hoy vista do norte

A Old Man of Hoy é uma roca de 449 pés (137 metros) em Hoy, parte do arquipélago de Órcades, na costa norte da Escócia. É uma das rocas mais altas do Reino Unido. O Old Man é popular entre os escaladores e foi escalado pela primeira vez em 1966. Criado pela erosão de um penhasco por ação hidráulica algum tempo depois de 1750, a roca não tem mais do que algumas centenas de anos, mas pode em breve desabar no mar.

## Geografia
O Old Man fica perto de Rackwick Bay na costa oeste de Hoy, em Órcades, Escócia, e pode ser visto da balsa de Scrabster para Stromness. De certos ângulos, é dito que se assemelha a uma figura humana.
Os ventos são mais rápidos do que 8 metros por segundo (18 mph) durante quase um terço do tempo e os vendavais ocorrem em média 29 dias por ano. Combinado com a profundidade do mar, que rapidamente cai para 60 metros (200 pés), as ondas de alta energia no lado oeste de Hoy levam à rápida erosão da costa.

## Geologia
The Old Man of Hoy é uma roca de arenito vermelho, empoleirada em um pedestal de rocha basáltica, e uma das mais altas rocas de mar no Reino Unido. É separado do continente por um abismo de 60 metros (200 pés) coberto de destroços e tem lados quase verticais com um topo de apenas alguns metros de largura. A rocha é composta por camadas de arenito macio, arenoso e pedregoso e lajes mais duras de Arenito Vermelho Antigo, dando às laterais um perfil entalhado e semelhante a laje.

## História

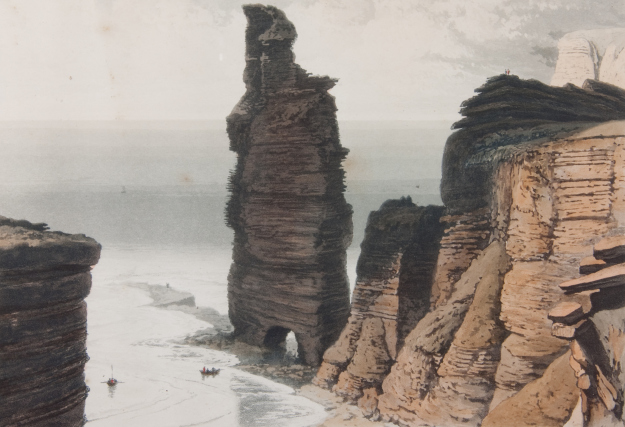
Uma pintura de William Daniell do Old Man of Hoy com duas pernas, por volta de 1817

O Old Man of Hoy provavelmente tem menos de 250 anos e pode entrar em colapso em breve. A pilha não é mencionada na saga Orkneyinga, escrita c.1230, e no mapa Blaeu de 1600, existe um promontório no ponto onde o Velho está agora. O mapa McKenzie de Hoy de 1750 mostra um promontório, mas nenhuma pilha, mas em 1819 o Velho havia sido separado do continente. William Daniell esboçou a roca do mar nesta época como uma coluna mais larga com uma seção superior menor e um arco na base, de onde derivou seu nome.
Em algum momento do início do século XIX, uma tempestade levou uma das pernas, deixando-a exatamente como é hoje, embora a erosão continue. Em 1992, uma rachadura de 40 metros (130 pés) apareceu no topo da face sul, deixando uma grande seção saliente que eventualmente entrará em colapso.

## Atividade humana

### Escaladas

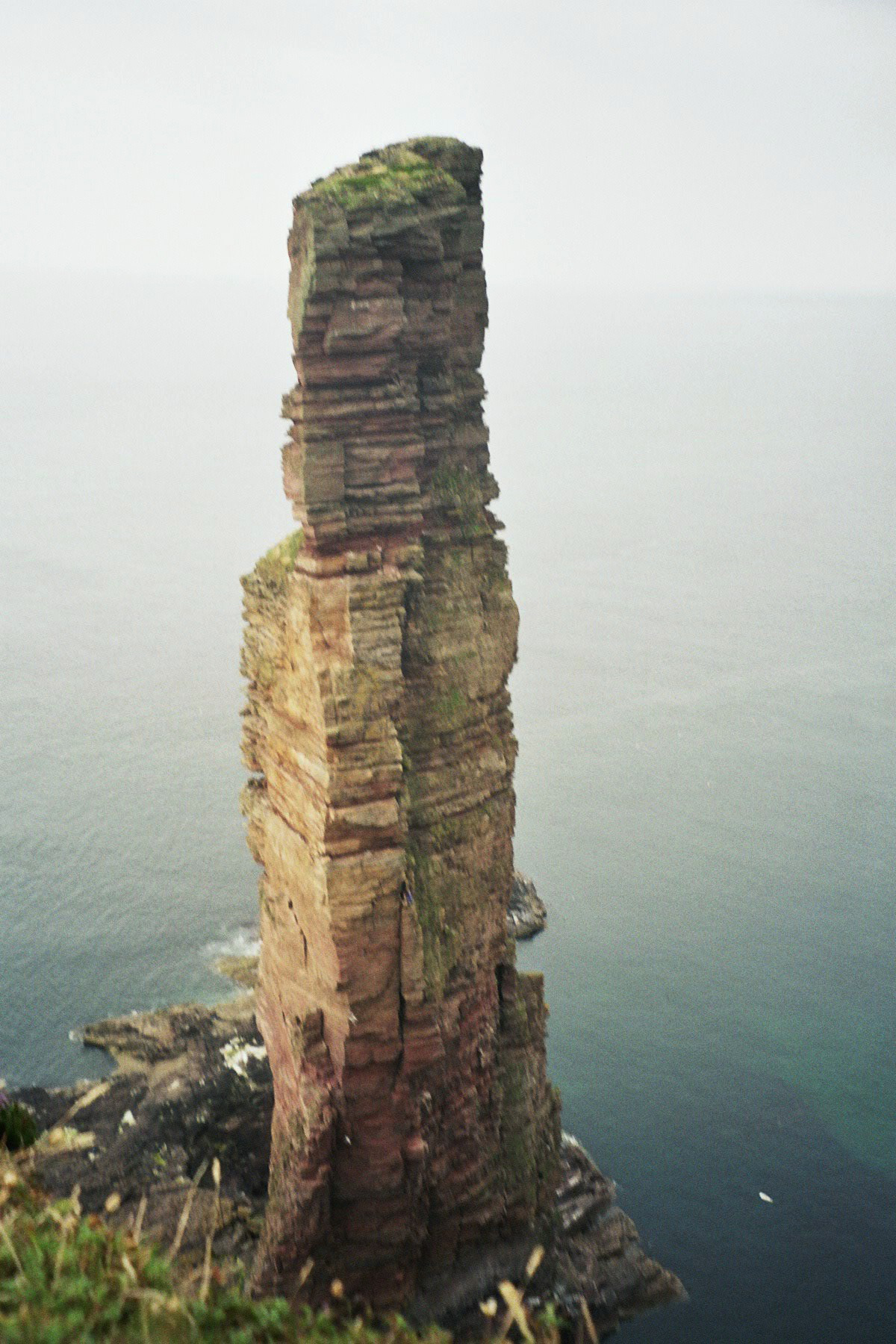
The Old Man of Hoy

A roca foi escalada pela primeira vez pelos montanhistas Chris Bonington, Rusty Baillie e Tom Patey em 1966. De 8 a 9 de julho de 1967, uma subida foi apresentada em The Great Climb, uma transmissão externa ao vivo da BBC de três noites, que teve cerca de 15 milhões de telespectadores. Este apresentava três pares de escaladores: Bonington e Patey repetiam sua rota original, enquanto duas novas linhas foram escaladas por Joe Brown e Ian McNaught-Davis e por Pete Crew e Dougal Haston.
Em 1998, Catherine Destivelle foi a primeira pessoa a fazer uma escalada solo do Velho de Hoy; ela fez isso durante a gravidez de quatro meses.
Red Széll se tornou o primeiro cego a escalar o Velho, apesar de sofrer de retinite pigmentosa que o deixava com 5% de visão. Com a ajuda de Martin Moran e Nick Carter, ele escalou a pilha em 2013.
A pessoa mais jovem a escalar o Old Man é Edward Mills, que tinha 8 anos quando completou a escalada em 4 horas e 55 minutos em 9 de junho de 2018, para arrecadar dinheiro para a instituição de caridade Climbers Against Cancer, pois sua mãe tinha câncer de mama terminal. Ele estava acompanhado por seus treinadores, Ben West e Cailean Harker.
Existem sete rotas na roca, a mais comumente usada das quais é a E1 voltada para terra original (extremamente Severa). Um livro de registro em um contêiner Tupperware está enterrado em um monte de pedras no cume, como um registro dos ascensionistas. Até cinquenta subidas da pilha são feitas a cada ano.

### BASE jumping
Roger Holmes, Gus Hutchinson-Brown e Tim Emmett deram o primeiro BASE jumping da pilha em 14 de maio de 2008. Hutchinson-Brown morreu 11 dias depois durante um salto na Suíça. Em 27 de julho de 2019, dois poloneses, Filip Kubica e Dominik Grajner repetiram esta façanha B.A.S.E. e saltou do topo.

### Caminhada Highline
Em 10 de julho de 2017, Alexander Schulz completou uma caminhada highline de e para o cume, a 137 metros (449 ft) acima do mar em uma linha de 180 metros (200 yd) de comprimento.